# Pirascca apolecta
Pirascca apolecta is een vlindersoort uit de familie van de prachtvlinders (Riodinidae), onderfamilie Riodininae.
Pirascca apolecta werd in 1868 beschreven door H. Bates.